# William Bosville
 (mai 2023).
Le contenu est difficilement compréhensible vu les erreurs de traduction, qui sont peut-être dues à l'utilisation d'un logiciel de traduction automatique.

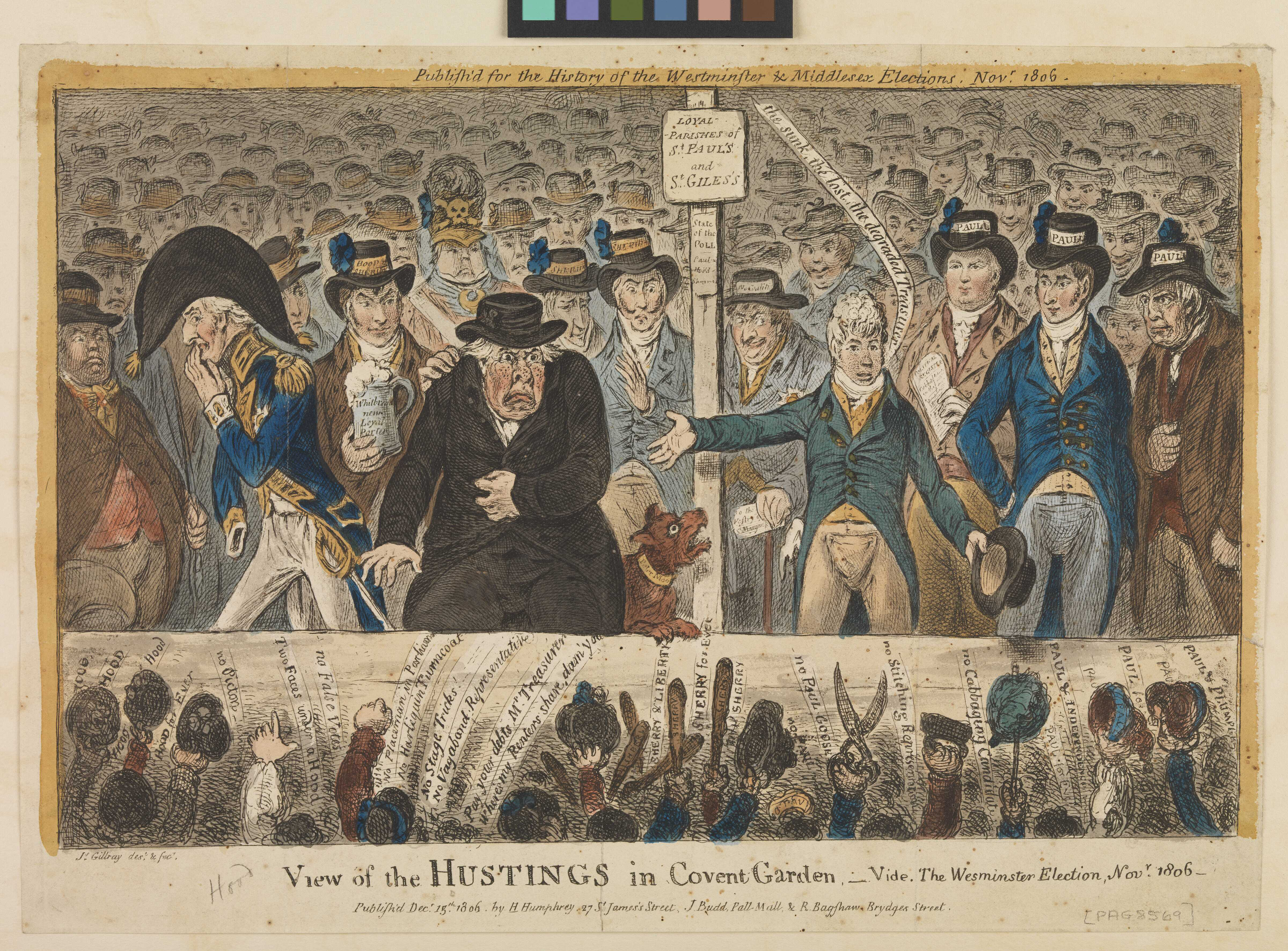
Bosville, extrême droite, au Hustings pour l'élection de Westminster, Novembre 1806, soutenant son candidat James Paull (1770-1808) (portant un manteau vert), avec d' autres partisans Francis Burdett et William Cobbett Caricature de James Gillray

William Bosville (1745-1813) est propriétaire terrien qui est connu comme un bon vivant. En politique, il est un whig ardent. Lorsque son ami William Cobbett est à la prison de Newgate, Bosville lui rend visite et lui remet ensuite 1 000 £ en guise de sympathie. Il est connu pour son excentricité. Il s'habillait toujours à la manière d'un courtisan du roi George II. En 1792, il est élu membre de la Royal Society. Il apparaît en tant que personnage mineur dans plusieurs caricatures politiques de James Gillray et deux de ses portraits ont été conservés à Thorpe Hall en 1927.

## Origines
Il est né le 21 juillet 1745, fils aîné de Godfrey Bosville IV (1717-1784) de Gunthwaite et de Thorpe Hall Rudston, Yorkshire, de son épouse Diana Wentworth, fille aînée de Sir William Wentworth (4e baronnet) (1686-1763) de West Bretton, Yorkshire. Il est le dernier descendant masculin connu de Richard Bosville, pour lequel le manoir de Gunthwaite est établi sous le règne du roi Henri VI. Il est un descendant du colonel Godfrey Bosville (en) (1596-1658) de Gunthwaite, député et commandant Têtes-Rondes pendant la Première révolution anglaise. La sœur cadette de William, Julia Bosville, épouse William Ward (3e vicomte Dudley et Ward).

## Carrière
Après avoir étudié à la Harrow School, il obtient une commission auprès des Coldstream Guards le 24 décembre 1761. Il est élevé au rang de lieutenant le 11 janvier 1769 et sert avec son régiment pendant une partie de la Guerre d'indépendance des États-Unis, où « il a été sans doute imbibé de ses sentiments républicains ». Il prend sa retraite de l'armée en juin 1777. À son retour d'Amérique, il voyage en France, en Italie et au Maroc. Bien qu'il n'ait jamais atteint un rang plus élevé dans la garde que celui de lieutenant, il est généralement connu sous le nom de colonel Bosville.
Après s'être installé en Angleterre, il ne quitte presque jamais Londres pendant plus d'une journée, car il a l'habitude de dire que c'est la meilleure résidence en hiver et qu'il ne connait aucun endroit comme celui-ci en été. Sa maison est située au 76 Welbeck Street, Westminster. Une fois, dans le Yorkshire, on lui aurait dit de ne pas se rendre sur sa propriété, qui était d'une ampleur considérable, « de crainte qu'il ne soit impliqué dans les ennuis d'un propriétaire terrien ».

## Vie sociale
Il est un ami intime de John Horne Tooke, dont la maison est à Wimbledon et où il a l'habitude de se faire conduire en voiture et à dîner tous les dimanches pendant les saisons de printemps et d'automne pendant de nombreuses années. Il est mentionné dans Diversions of Purley. Possédant une grande fortune, il est extrêmement généreux et est sans bornes dans son hospitalité. Chaque jour de la semaine, il reçoit certains de ses amis lors d'un dîner chez lui, à Welbeck Street. La fête ne compte jamais plus de douze personnes et l'heure du dîner est toujours à cinq heures pile. Une ardoise est conservée dans la salle, sur laquelle n'importe lequel de ses amis intimes pourrait écrire son nom en tant qu'invité du jour. Outre Horne Tooke, Francis Burdett, Lords Hutchinson et Oxford, Parson Este et d'autres, ont souvent profité eux-mêmes de ce privilège. Le premier coup de cinq heures est le signal de descendre, et l'hôte se fait un devoir de n'attendre aucun de ses invités. Conformément à sa maxime préférée, « certains disent mieux vaut tard que jamais; Je dis qu'il vaut mieux ne jamais tarder », un vieil ami qui est arrivé un jour avec quatre minutes de retard s'est vu refuser l'admission par le serviteur, qui a déclaré que son maître était « occupé à dîner ». Bien que sa santé ait décliné, il continue ses dîners jusqu'à la fin. Même contraint de rester dans sa chambre, l'ardoise est suspendue dans le hall, comme d'habitude, et le matin même de sa mort, il donne ses ordres pour le dîner à l'heure habituelle.
Il meurt célibataire dans sa maison de Welbeck Street le 10 décembre 1813, à l'âge de soixante-neuf ans, et est enterré le 21 du même mois dans le chœur de St Giles-in-the-Fields.

## Héritier
Par son testament, il laisse presque toute sa fortune et ses biens à son neveu, le colonel L'hon. Godfrey Macdonald (plus tard Godfrey Macdonald (3e baron Macdonald)) (1775-1832), qui, en 1814, conformément au testament, change de nom de famille en Bosville (et plus tard en 1824 en Bosville-Macdonald). Il est le deuxième fils de la sœur de William, Elizabeth Diana Bosville (décédé en 1789) et de son mari, Sir Alexander Macdonald (1er baron Macdonald) (décédé en 1795). Comme son frère aîné Alexander Macdonald, 2e baron Macdonald, décède célibataire en 1824, Godfrey devient l'héritier du titre et des domaines Macdonald.